# Mark Dzirasa
Mark Dzirasa (* 18. prosince 1974, Kutná Hora) je spisovatel, trenér, korporátní kouč, duchovní mentor a podnikatel.

## Život
Je synem historičky, muzikoložky a učitelky jazyků Mgr. Bohumíry Dzirasy a ghanského lékaře MUDr. Christiana Dzirasy. Pochází z velmi rozvětvené rodiny, jeho dědeček z otcovy strany má 31 sourozenců.